# Циглер, Адольф
Адольф Ци́глер (нем. Adolf Ziegler; 16 октября 1892[…], Бремен — 18 сентября 1959, Фарнхальт, Баден-Вюртемберг) — немецкий художник, организатор выставки «Дегенеративное искусство» и автор одного из главных произведений искусства нацистской Германии — триптиха «Четыре элемента».

## Биография
Родился в Бремене, его отец был архитектором, обучался сначала в Веймарской, затем в Мюнхенской академии искусств. Участник Первой мировой войны.
После войны проживал в Мюнхене, где продолжил своё обучение в Академии художеств. В начале 1920-х годов вступил в НСДАП, в 1925 году встретился с Гитлером. 
После прихода к власти нацистов в 1933 году получил должность профессора Мюнхенской академии художеств, с 1937 года — президент Имперской палаты изобразительных искусств. В 1944 году, на одной из художественных выставок, высказал сомнения относительно правильности политики Гитлера, в результате чего был арестован гестапо и отправлен в концлагерь Дахау. Освобожден через полтора месяца по личному приказу Гитлера. 
После войны Циглера исключили из Мюнхенской академии художеств из-за его сотрудничества с нацистами. Он поселился в деревне Фарнхальт близ Баден-Бадена, где умер в 1959 году.

## Чистка немецких музеев от «дегенеративного искусства»
В 1936 году комиссия, которую возглавил председатель Имперской палаты изобразительных искусств профессор Адольф Циглер, провела «чистку» фондов более ста музеев Германии. Из них были конфискованы работы многих художников-модернистов, включая Эмиля Нольде, Макса Бекмана, Оскара Кокошки, Георга Гросса, Эгона Шиле. В список попали также Пикассо, Гоген, Матисс, Сезанн, Жерико, Ван Гог. Всего более 16 тыс. произведений.